# Hishikawa Moronobu
Hishikawa Moronobu (菱川 師宣?; Hodamura, 1618 – Edo, 25 luglio 1694) è stato un pittore e incisore giapponese, considerato il primo rappresentante della scuola ukiyo-e.
Adattando le tecniche tradizionali della pittura alla xilografia e pubblicando di stampe su fogli liberi, piuttosto che interi libri, ha contribuito alla diffusione delle stampe giapponesi anche tra le classi più modeste.

## Primi anni e formazione
Moronobu era figlio di un tintore (professione assai stimata in Giappone) di una ricamatrice d'oro e d'argento, del villaggio di Hodamura, nella Provincia di Awa, nei pressi della baia di Edo. Dopo essersi trasferito a Edo, Moronobu, che aveva imparato il mestiere da suo padre, studiò pittura alla scuola Tosa e alla scuola Kanō. In questo modo si crea una solida formazione nelle arti decorative e nella pittura accademica, che si rivelerà molto utile quando decise di dedicarsi all'arte dello ukiyo-e, che studiò col maestro Kanbun.

## Opere
Le sue prime opere firmate e datate conosciute oggi, sono illustrazioni di un libro datato 1672, Antologia dei cento poeti-guerrieri (武家百人一首?, Buke hyakunin isshu).
A metà degli anni 1670, Moronobu era già diventato il più importante di tutti gli artisti di stampe ukiyo-e, status che manterrà fino alla morte. Ha prodotto oltre un centinaio di libri illustrati, forse 150, anche se è difficile attribuirgli molte opere non firmate. Circa un quarto delle sue opere hanno natura erotica, sia omosessuale che eterosessuale. Pochissime stampe su fogli isolati di Moronobu sono arrivate fino a noi, e la maggior parte, se non tutte, non sono firmate. Tra questi fogli singoli, vi sono stampe tratte da album erotici.

## Stile

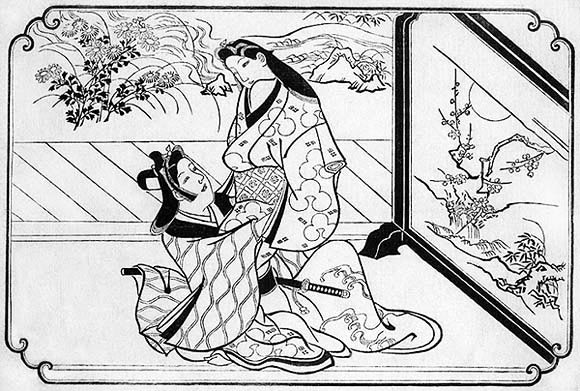
Stampa di una serie di dodici in stile abuna-e, 1680 circa. Stampa con inchiostro su tela.

I principi di rappresentazione sviluppati da Monorobu saranno adottati da tutti gli artisti ukiyo-e: il primato della linea a scapito dell'espressione dei volumi, nonché l'estrema attenzione riservata ai dettagli decorativi, in particolare ai pattern.
La stampa a lato, appartiene ad una serie senza titolo e senza firma di shunga (stampe erotiche), che ai tempi di Moronobu si chiamavano in realtà makura-e, o "immagini sul cuscino", e può essere datata verso la fine degli anni 1670 o all'inizio dei 1680.
Alcune stampe di Moronobu sono arricchite con colori apposti a mano, ma questa è un sumi-e (stampa realizzata con un solo pigmento, sumi nero) nel suo stato originale senza colori. L'arte del tratto di Moronobu è tale che l'impatto delle sue stampe è spesso ridotto quando vengono aggiunti i colori. Linee e aree nere contrastano audacemente con la carta bianca, e accentuano sagome e movimenti. Come in molte altre composizioni di Moronobu, l'artista mostra un uso creativo di linee morbide ed arrotondate giustapposte con tratti dritti diagonali.
Il raggruppamento di dodici immagini è stato consuetudine per secoli, per i dipinti di corte e di genere. Tra gli esempi più famosi che abbiamo ci sono i fogli isolato dipinti dal maestro Tosa Mitsunobu (1434-1525). L'adozione di questo raggruppamento di dodici immagini da Moronobu rispetta quindi le convenzioni dell'epoca, perché tale combinazione ha permesso di variare mobili, vestiti e gli elementi decorativi, collegandoli coi 12 mesi dell'anno. Tuttavia, non si può dire che gli shunga aderiscano strettamente al variare del mese o della stagione. Le stampe di Moronobu sono definiti qui come abune-e ("immagini osé"), vale a dire immagini non esplicite, come spesso si trovano sul frontespizio di una collezione di shunga. Lo stile di Moronobu, il suo uso di curve e linee rette mescolati si nota perfettamente qui. La scena di seduzione è appena iniziata, con l'allentamento della obi. Alcuni elementi a significato erotico sottolineano la scena. Ad esempio, la giovane bellezza leva la mano destra verso la bocca, in un gesto che rappresenta le emozioni represse. La presenza di acqua evoca sessualità femminile, con i simboli yin femminili del torrente nel giardino dietro gli amanti, o tra le onde sui vestiti della giovane, mentre la vegetazione in fiore rappresentata sul paravento è una metafora della sessualità maschile. Tra i seguaci di Moronobu si possono menzionare Ippitsusai Bunchō e Furuyama Moroshige.